# سانت ماري
سانت ماري (بالإنجليزية: St. Mary's, Alaska) هي مدينة تقع في ولاية ألاسكا في الولايات المتحدة. تبلغ مساحة هذه المدينة (كم²)، وترتفع عن سطح البحر م، بلغ عدد سكانها 500 نسمة في عام 2010 حسب إحصاء مكتب تعداد الولايات المتحدة.

## التركيبة السكانية
حدّد مكتب تعداد الولايات المتحدة بيانات التركيبة السكانية لسانت ماري في تعداد الولايات المتحدة. في ما يلي، التركيبة السكانية حسب تعدادي 2000 و2010.

### تعداد عام 2000
بلغ عدد سكان سانت ماري 500 نسمة بحسب تعداد عام 2000، وبلغ عدد الأسر 137 أسرة وعدد العائلات 90 عائلة مقيمة في المدينة. في حين سجلت الكثافة السكانية 3.7 نسمة لكل كيلومتر مربع (9.6/ميل2). وبلغ عدد الوحدات السكنية 186 وحدة بمتوسط كثافة قدره 1.4 لكل كيلومتر مربع (3.6/ميل2).
وتوزع التركيب العرقي للمدينة بنسبة 11.20% من البيض و86% من الأمريكيين الأصليين و1% من الأمريكيين ذوي الأصول الآسيوية و1.80% من عرقين مختلطين أو أكثر و0.40% من الهسبانيون أو اللاتينيون من أي عرق.
بلغ عدد الأسر 137 أسرة كانت نسبة 51.8% منها لديها أطفال تحت سن الثامنة عشر تعيش معهم، وبلغت نسبة الأزواج القاطنين مع بعضهم البعض 40.9% من أصل المجموع الكلي للأسر، ونسبة 17.5% من الأسر كان لديها معيلات من الإناث دون وجود شريك، بينما كانت نسبة 7.3% من الأسر لديها معيلون من الذكور دون وجود شريكة وكانت نسبة 34.3% من غير العائلات. تألفت نسبة 28.5% من أصل جميع الأسر من عدة أفراد يعيشون في نفس المنزل ونسبة 2.2% كانت تتألف من شخص يعيش بمفرده يبلغ من العمر 65 عاماً أو أكثر. وبلغ متوسط حجم الأسرة المعيشية 3.58، أما متوسط حجم العائلات فبلغ 4.60.
بلغ العمر الوسطي للسكان 25.8 عاماً. وكانت نسبة 39.6% من القاطنين تحت سن الثامنة عشر، وكانت نسبة 8.6% بين الثامنة عشر والرابعة والعشرين عاماً، ونسبة 29.6% كانت واقعةً في الفئة العمرية ما بين الخامسة والعشرين والرابعة والأربعين عاماً، ونسبة 13.8% كانت ما بين الخامسة والأربعين والرابعة والستين، ونسبة 6.4% كانت ضمن فئة الخامسة والستين عاماً فما فوق. يوجد لكل 100 أنثى 119.7 ذكر، ويوجد لكل 100 أنثى في الثامنة عشر من عمرها فما فوق 107.1 ذكر.
بلغ متوسط دخل الأسرة في المدينة 39,375 دولارًا، أما متوسط دخل العائلة فبلغ 31,875 دولارًا. وكان متوسط دخل الذكور 35,313 دولارًا مقابل 22,250 دولارًا للإناث. وسجل دخل الفرد الخاص بالمدينة 15,837 دولارًا. وكانت نسبة 21.5% من العائلات ونسبة 20.4% من السكان تحت خط الفقر، وكان من هؤلاء نسبة 28.2% تحت سن الثامنة عشر ونسبة 10.3% في الخامسة والستين من العمر وما فوق.

### تعداد عام 2010
بلغ عدد سكان سانت ماري 507 نسمة بحسب تعداد عام 2010، وبلغ عدد الأسر 151 أسرة وعدد العائلات 103 عائلة مقيمة في المدينة. في حين سجلت الكثافة السكانية 3.8 نسمة لكل كيلومتر مربع (9.8/ميل2). وبلغ عدد الوحدات السكنية 209 وحدة بمتوسط كثافة قدره 1.6 لكل كيلومتر مربع (4.1/ميل2).
وتوزع التركيب العرقي للمدينة بنسبة 3.75% من البيض و91.52% من الأمريكيين الأصليين و4.73% من عرقين مختلطين أو أكثر.
بلغ عدد الأسر 151 أسرة كانت نسبة 51.7% منها لديها أطفال تحت سن الثامنة عشر تعيش معهم، وبلغت نسبة الأزواج القاطنين مع بعضهم البعض 35.1% من أصل المجموع الكلي للأسر، ونسبة 18.5% من الأسر كان لديها معيلات من الإناث دون وجود شريك، بينما كانت نسبة 14.6% من الأسر لديها معيلون من الذكور دون وجود شريكة وكانت نسبة 31.8% من غير العائلات. تألفت نسبة 21.9% من أصل جميع الأسر من عدة أفراد يعيشون في نفس المنزل ونسبة 3.3% كانت تتألف من شخص يعيش بمفرده يبلغ من العمر 65 عاماً أو أكثر. وبلغ متوسط حجم الأسرة المعيشية 3.34، أما متوسط حجم العائلات فبلغ 3.95.
بلغ العمر الوسطي للسكان 26.3 عاماً. وكانت نسبة 38.5% من القاطنين تحت سن الثامنة عشر، وكانت نسبة 10.1% بين الثامنة عشر والرابعة والعشرين عاماً، ونسبة 22.7% كانت واقعةً في الفئة العمرية ما بين الخامسة والعشرين والرابعة والأربعين عاماً، ونسبة 22.1% كانت ما بين الخامسة والأربعين والرابعة والستين، ونسبة 6.7% كانت ضمن فئة الخامسة والستين عاماً فما فوق. وتوزع التركيب الجنسي للسكان بنسبة 52.7% ذكور و47.3% إناث.

## المناخ
يظهر الجدول التالي التغييرات المناخية على مدار السنة لسانت ماري:
| البيانات المناخية لـسانت ماري     | البيانات المناخية لـسانت ماري | البيانات المناخية لـسانت ماري | البيانات المناخية لـسانت ماري | البيانات المناخية لـسانت ماري | البيانات المناخية لـسانت ماري | البيانات المناخية لـسانت ماري | البيانات المناخية لـسانت ماري | البيانات المناخية لـسانت ماري | البيانات المناخية لـسانت ماري | البيانات المناخية لـسانت ماري | البيانات المناخية لـسانت ماري | البيانات المناخية لـسانت ماري | البيانات المناخية لـسانت ماري |
| الشهر                             | يناير                         | فبراير                        | مارس                          | أبريل                         | مايو                          | يونيو                         | يوليو                         | أغسطس                         | سبتمبر                        | أكتوبر                        | نوفمبر                        | ديسمبر                        | المعدل السنوي                 |
| --------------------------------- | ----------------------------- | ----------------------------- | ----------------------------- | ----------------------------- | ----------------------------- | ----------------------------- | ----------------------------- | ----------------------------- | ----------------------------- | ----------------------------- | ----------------------------- | ----------------------------- | ----------------------------- |
| الدرجة القصوى °ف (°م)             | 46 (8)                        | 41 (5)                        | 43 (6)                        | 60 (16)                       | 78 (26)                       | 80 (27)                       | 84 (29)                       | 95 (35)                       | 73 (23)                       | 57 (14)                       | 43 (6)                        | 41 (5)                        | 95 (35)                       |
| متوسط درجة الحرارة الكبرى °ف (°م) | 14.4 (−9.8)                   | 15.2 (−9.3)                   | 23.9 (−4.5)                   | 32.4 (0.2)                    | 51.7 (10.9)                   | 59.7 (15.4)                   | 63.7 (17.6)                   | 62.0 (16.7)                   | 53.5 (11.9)                   | 36.5 (2.5)                    | 23.1 (−4.9)                   | 13.6 (−10.2)                  | 37.5 (3.0)                    |
| المتوسط اليومي °ف (°م)            | 8.3 (−13.2)                   | 7.3 (−13.7)                   | 15.2 (−9.3)                   | 25.0 (−3.9)                   | 42.4 (5.8)                    | 50.8 (10.4)                   | 55.3 (12.9)                   | 53.4 (11.9)                   | 44.8 (7.1)                    | 30.1 (−1.1)                   | 16.9 (−8.4)                   | 6.4 (−14.2)                   | 29.7 (−1.3)                   |
| متوسط درجة الحرارة الصغرى °ف (°م) | 2.2 (−16.6)                   | −0.7 (−18.2)                  | 6.4 (−14.2)                   | 17.6 (−8.0)                   | 33.1 (0.6)                    | 41.8 (5.4)                    | 46.9 (8.3)                    | 44.8 (7.1)                    | 36.0 (2.2)                    | 23.6 (−4.7)                   | 10.6 (−11.9)                  | −0.8 (−18.2)                  | 21.8 (−5.7)                   |
| أدنى درجة حرارة °ف (°م)           | −44 (−42)                     | −42 (−41)                     | −40 (−40)                     | −23 (−31)                     | 2 (−17)                       | 26 (−3)                       | 30 (−1)                       | 29 (−2)                       | 15 (−9)                       | −13 (−25)                     | −29 (−34)                     | −41 (−41)                     | −44 (−42)                     |
| الهطول إنش (مم)                   | 1.02 (26)                     | 0.72 (18)                     | 0.80 (20)                     | 0.78 (20)                     | 0.82 (21)                     | 2.08 (53)                     | 2.69 (68)                     | 3.15 (80)                     | 2.32 (59)                     | 1.59 (40)                     | 1.60 (41)                     | 1.49 (38)                     | 19.06 (484)                   |
| متوسط تساقط الثلوج إنش (سم)       | 9.5 (24)                      | 5.0 (13)                      | 8.0 (20)                      | 5.4 (14)                      | 1.1 (2.8)                     | 0.8 (2.0)                     | 0.0 (0.0)                     | 0.0 (0.0)                     | 0.8 (2.0)                     | 5.8 (15)                      | 15.0 (38)                     | 16.4 (42)                     | 67.8 (172.8)                  |
| المصدر: WRCC                      |                               |                               |                               |                               |                               |                               |                               |                               |                               |                               |                               |                               |                               |

## وصلات خارجية
- Community Information نسخة محفوظة 24 فبراير 2014 على موقع واي باك مشين.